# Famille Úsz
Úsz de Úszfalva et Mocsolya (úszfalvi és mocsolyai Úsz en hongrois) est le patronyme d'une ancienne famille noble hongroise. 

## Histoire
Plus ancienne famille tribale du comté de Sáros, elle est issue du clan Tekule (genus Tekule en latin ; Tekule nemzetség en hongrois), à l'instar des familles Dobai, Gombos, Buzinkai, Roskoványi, Szentgyörgyi, Tamásfalvy, Pankotay, Salgói, Mocsolay, Olsaviczai, Fekete et Ternyey. Sont encore représentées tout à la fin du XIXe siècle les familles Dobai, Gombos, Roskoványi et Usz. Les Úsz remontent à Ite ou Jute de genere Tekule (fl. 1274). 
Don d'armoiries par le roi Sigismond de Hongrie en 1418. Miklós I Úsz (fl. 1429-1436) et son frère György sont cités comme seigneurs des villages de Úszfalu, Vezveres (Mocsolya), Úszsalgó (Tóthfalu) et Úszpeklén (Herdensha), et de la plaine de Bodos. On mentionne des dons royaux des villages de Cuhnaoltyára (Sáros) en 1422, Kálnó (Nógrád) en 1698 et Abény (Zemplén) en 1700.

## Principaux membres
- János Úsz (fl. 1315–44), juge des nobles du comitat de Sáros.
- Jakab Úsz (fl. 1399), alispán (vice comte-suprême) de Sáros.
- Osváth Úsz est tué héroïquement lors de la célèbre bataille de Mohács (1526). Il était seigneur des villages de Úszfalva, Szentgyörgy, Gergellaka, Gergelfalva, Polyánka, Mocsolya, Úszpekle et Úszsalgó et des terres de Tamásfalva, Pankota et Úszdombja.
- Bertalan Úsz (fl. 1538), juges des nobles du comitat de Sáros
- János Úsz (fl. 1577–95), avocat, gouverneur des biens du főispán Bálint Dersffy.
- György Úsz (fl. 1567), alispán de Sáros.
- János V Úsz (fl. 1624), várnagy de la forteresse de Szepes (1619-1620), conseiller de la Chambre puis administrateur (1639-1641) et président (1644-1646) de la Chambre de Szepes.
- István Ier Úsz, főispán (1640) et député (1644) du comitat Sáros, capitaine du château de Jeszenő (1644), conseiller de la chambre de Szepes sous Rákóczy puis capitaine du château de Sáros (1649).
- Sándor II Úsz (fl. 1658), seigneur des villages de Kálnó, Kis-Ida, Poly, Füzée, Abaúj-Hrabóc, Laztomér et Mocsár, Pest, Úszfalva, Úszsalgó, Úszpeklén, Csipkés, Mocsolya, Tolcsemes, Szentgyörgy, Gergellaka (Úszdombja dülő) et Ratvaj, ainsi que des plaines de "Zemplén Monasbél".
- Ennek Úsz, alispán de Sáros et commandant de Kapivár (1705–1732).
- Vince I  Úsz (vers 1780°), seigneur des villages de Mocsolya, Úszfalva, Úszpeklén, Csipkés, Tolcsemes, Gergellaka, Szentgyörgy et Kende, et du vignoble de Hegyalján.
- Szilárd Úsz (1823-1866), juge des nobles en chef (1848) de Sáros, seigneur de Mocsolya.
- Antal III Úsz (1856°), juge des nobles en chef de Sáros, président de l'orphelinat (1896) et capitaine royal de la police des frontières de Ungvár (1906).

## Sources
- Iván Nagy : Magyarország családai
- Béla Kempelen : Magyar nemes családok
- Hungarian Society of Family History Research